# Colpo di Stato in Uruguay del 1973
Il colpo di Stato in Uruguay del 1973 ebbe luogo il 27 giugno 1973 e segnò la transizione nella dittatura militare che durò fino al 1985.
Juan María Bordaberry, allora presidente della Repubblica, chiuse il parlamento e affidò il potere a una giunta militare; si parlò quindi di "auto-golpe". Ufficialmente, il golpe doveva schiacciare i Tupamaros, un'organizzazione di guerriglia urbana. I sindacati scioperarono e le fabbriche vennero occupate. Lo sciopero durò due settimane. La prova di forza si concluse con l'imprigionamento dei leader sindacali, la loro uccisione o il loro esilio in Argentina. Dopo il colpo di Stato, partiti e sindacati furono banditi.
I sindacati e i partiti politici rimasero quindi illegali ma condussero, col sostegno di gran parte della popolazione, una ferma opposizione alla dittatura, fino a quando uno sciopero generale nel 1984 impose il ritorno alla democrazia, che avvenne nel 1985.

## Eventi
Il 27 giugno 1973, sostenendo che "l'atto criminale di cospirazione contro il paese, in sintonia con la compiacenza dei politici senza sentimento nazionale, è inserito nelle istituzioni, in modo da presentarsi formalmente mascherato da attività legale", Bordaberry sciolse il Parlamento con il sostegno delle forze armate, creò un Consiglio di Stato con funzioni legislative, costituzionali e amministrative, limitò la libertà di pensiero e autorizzò le forze armate e la polizia a garantire la fornitura ininterrotta di servizi pubblici.
In un discorso trasmesso alla radio e alla televisione lo stesso giorno del colpo di Stato, Bordaberry dichiarò:
Questo passo che abbiamo dovuto compiere non conduce alla limitazione delle libertà e dei diritti della persona umana.
Noi stessi siamo qui per questo e per la sua sorveglianza; per questo, inoltre, abbiamo affidato queste funzioni al Consiglio di Stato e oltre, e soprattutto, sono gli uruguaiani che non hanno mai permesso che le loro libertà venissero calpestate (...).»
In risposta al colpo di Stato, nella stessa mattina in cui il golpe si stava preparando, il segretario della CNT (Confederazione nazionale dei lavoratori) proclamò lo sciopero più lungo della storia del Paese, che durò 15 giorni.

## I decreti
Il decreto n. 464/973 del 27 giugno 1973, porta la firma di Bordaberry e dei suoi ministri Néstor Bolentini e Walter Ravenna. Esprimeva quanto segue:
Il presidente della Repubblica decreta:
1° Le Camere dei senatori e dei rappresentanti sono dichiarate sciolte.
2 ° È istituito un Consiglio di Stato composto da membri che possono essere designati, con i seguenti poteri:
A) svolgere le funzioni specifiche dell'Assemblea generale in modo indipendente;
B) controllare le iniziative del potere esecutivo in merito al rispetto dei diritti individuali e alla sottomissione di tale potere alle norme costituzionali e legali;
C) Sviluppare un progetto di riforma costituzionale che riafferma i principi fondamentali della democrazia e dei rappresentanti che devono essere debitamente acclamati dall'Organo elettorale.
3 ° È vietato divulgare dalla stampa per via orale, scritta o televisiva, qualsiasi tipo di informazione, commento o registrazione che, direttamente o indirettamente, indichi o faccia riferimento alle disposizioni del presente decreto, attribuendo intenzioni dittatoriali al potere esecutivo.
4 ° Le forze armate e la polizia hanno il potere di adottare le misure necessarie per garantire la fornitura continua di servizi pubblici essenziali.
Inoltre, con il decreto n. 465/973 della stessa data, è considerato incluso nel testo dell'articolo 1 del decreto 464/973 a tutti i consigli dipartimentali del Paese (art. 1º), la formazione in ciascun Dipartimento di un Consiglio di vicinato (Junta de Vecinos), che, ove pertinente, e a livello dipartimentale, avrà poteri simili a quelli concessi al Consiglio di Stato creato dall'art. 2 del decreto oggi (art. 2º).